# Mitregent

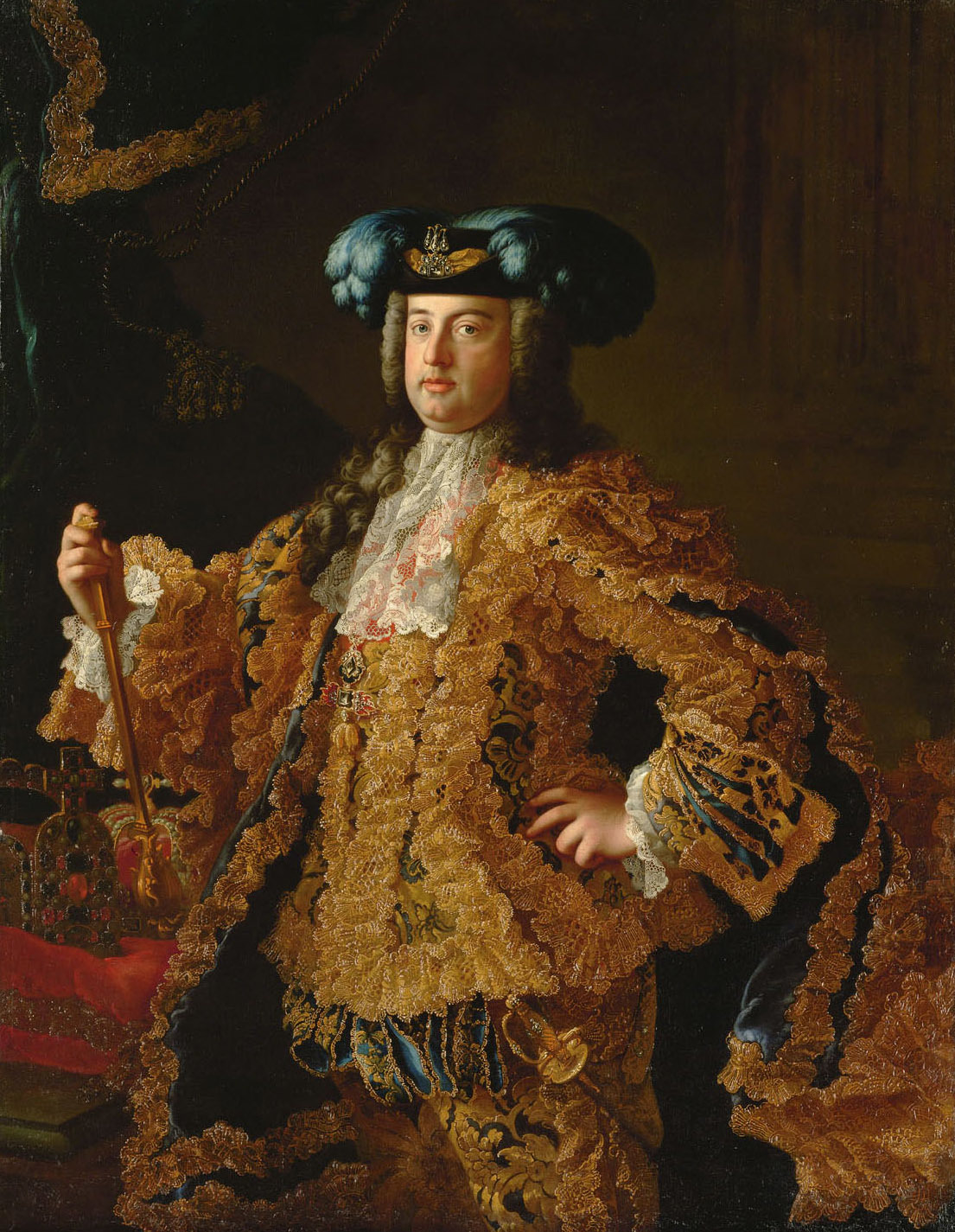
Franz I. Stephan, Gatte und Mitregent Maria Theresias, römisch-deutscher Kaiser.

Als Mitregent eines Herrschers wird ein Thronfolger oder Adeliger bezeichnet, der vom Herrscher – gewöhnlich zwecks Regelung der Nachfolge – zu seinem Stellvertreter erhoben und oft an der Macht beteiligt wird. Auf diese Weise wurde im Mittelalter allmählich der Übergang von Wahlmonarchien zu Erbmonarchien gefördert. In manchen Fällen erhält der Mitregent eine auf bestimmte Bereiche bezogene Entscheidungsbefugnis. Vereinzelt wurde in der Geschichte auch ein hoher Beamter zum Mitregenten ernannt. 
Zu den historisch bedeutsamen Mitregenten zählen:
- Sethos I., ägyptischer Pharao 1290–1279 v. Chr., Mitregent seines Vaters Ramses I. und Vater von Ramses II., den er selbst als 15-Jährigen zum Mitregenten machte
- Menua, König von Urartu (Kleinasien) ca. 810–785 v. Chr., davon 10 Jahre als Mitregent seines Vaters Išpuini
- Joram, 849–842 v. Chr. neben seinem Vater Joschafat
- Xerxes I. unter dem Achämeniden Dareios I. ca. ab 490 v. Chr. (König bis †465)
- Antiochos I. Soter (324–261 v. Chr.), von seinem Vater Seleukos I. 294 zum Herren über die Länder jenseits des Euphrat ernannt, ab 281 selbst König des Seleukidenreiches
- Ptolemaios X. aus der Dynastie der Ptolemäer, Mitregent seines Bruders Ptolemaios IX. ab -110 und Pharao 107 bis 88 v. Chr.
- Unter Kleopatra VII. ihr jüngerer Bruder Ptolemaios XIV. (47–44 v. Chr.) und nach dessen Tod ihr Sohn Ptolemaios XV. (bis 30 v. Chr.)
- Tiberius, röm. Kaiser 14–37 n. Chr., Mitregent seit dem Jahr 13
- Drusus der Jüngere (röm. Feldherr und Consul) 21–23 n. Chr. als Thronerbe von Kaiser Tiberius
- Titus, röm. Kaiser 79–81, Mitregent seit 71
- Mark Aurel, röm. Kaiser 161–180, Mitregent seit 147 (!)
- Tiberios I. (II.), röm. Kaiser 578–582, Mitregent seit 574
- Romanos I. Lekapenos, Bauernsohn, byzantinischer Admiral und Schwiegervater des noch zu jungen Konstantin VII. (905–959), Mitregent ab 920
- Lothar II. (928–950), seit 931 Mitregent seines Vaters Hugo I., dem er 946 auf dem Thron folgte.
- Adelheid von Burgund (931–999), mit der Kaiserkrönung ihres Mannes Otto I. wurde eine Tradition für alle künftigen Kaiserkrönungen des Mittelalters begründet. Auch Adelheid wurde gesalbt und gekrönt und erhielt so den gleichen Rang. Dies war ein Novum: Keine einzige Gemahlin eines Karolingers war je zur Kaiserin gekrönt worden.
- Otto II. (955–983) wurde durch seinen Vater Otto I. 961 zum Mitkönig[1] und 967 zum Mitkaiser erhoben, um ihm die Nachfolge zu sichern. Als einziger Herrscher in nachkarolingischer Zeit wurde Otto II. bereits zu Lebzeiten des Vaters zum Kaiser erhoben.[2] Als nach 37-jähriger Herrschaft sein Vater verstarb, trat der erst 18-jährige Otto die Alleinherrschaft an.
- Theophanu (955–991) wurde als Frau Kaiser Ottos II. Mitkaiserin des römisch-deutschen Reiches für elf Jahre (972–983) und Kaiserin für sieben Jahre (984–991). Sie war eine der einflussreichsten Herrscherinnen des Mittelalters und steht in der Herrscherfolge des Kaiserreichs zwischen Otto II. und Otto III.
- Otto III. (980–1002) wurde im Jahr 983 Mitkönig seines Vaters: Pfingsten gewählt, Weihnachten gesalbt und gekrönt; kurz nach den Krönungsfeierlichkeiten in Aachen traf die Nachricht vom Tod Ottos II. drei Wochen zuvor, am 7. Dezember 983, ein.
- Robert II. von Frankreich (972–1031) aus der Dynastie der Kapetinger, Mitregent 987–996, dann Alleinherrscher als König von Frankreich.[3]
- Waldemar III. von Dänemark (1209–1231), Mitkönig seines Vaters Waldemar II. seit 1215 (Königskrönung im Schleswiger Dom 1218) bis zu seinem frühen Tod 1231
- Rudolf II. von Österreich (1271–1290), Mitregent in den Herzogtümern Österreich und Steiermark
- Waldemar der Große (1280–1319), Mitregent 1302–1309, dann Markgraf von Brandenburg
- Otto V., ab 1351 Mitregent in Brandenburg und ab 1365 Kurfürst
- Unter Maria Theresia ihr Gatte und ihr ältester Sohn:
  - Franz I. Stephan (1729–1737 Herzog von Lothringen, 1737–1765 Großherzog von Toskana, 1740–1765 Mitregent in den Staaten des Hauses Österreich, 1745–1765 römisch-deutscher Kaiser)
  - Joseph II. (1764 römischer König, 1765–1790 römisch-deutscher Kaiser, 1765–1780 Mitregent, 1780–1790 als König von Ungarn und Böhmen Alleinherrscher in den Staaten des Hauses Österreich)